# Borjgali
Il borjgali (in georgiano ბორჯღალი?; in russo Борджгали?, bordžgali) è un rilevante elemento della cultura georgiana che simbolizza il Sole e l'eternità.
Il borjgali è rappresentato come una stella con sette bracci che sovrasta l'albero della vita, e figura in diversi simboli ufficiali che rappresentano la Georgia.

## Etimologia
Il termine borjgali si ritiene che derivi dalla parola della lingua mengrelia ბარჩხალი (barchkhali), che letteralmente significa "forte splendente". Alcuni altri studiosi ritengono che abbia origini diverse. In antico mengrelio borj significa "tempo" e gal significa "passare" o "scorrere". Quindi l'intera frase significherebbe "lo scorrere del tempo".

## Utilizzo
Questo simbolo precristiano era ampiamente utilizzato sia nella Georgia occidentale (Colchide) che orientale (nel Dedabodzi ("madre-pilastro") dell'architettura georgiana come parte di un Darbazi nella cultura Kura-Araxes) come simbolo sacro. Durante il periodo medievale, questo simbolo è stato incorporato come parte del simbolismo cristiano. Al giorno d'oggi, il simbolo è utilizzato nelle carte d'identità e nei passaporti georgiani, nonché sulla valuta e dalla Federazione georgiana di rugby. I giocatori della squadra georgiana di rugby sono chiamati ბორჯღალოსნები (borjgalosnebi), che significa "Uomini che portano Borjgali". È stato utilizzato anche sull'insegna navale della Georgia alla fine degli anni '90 e all'inizio degli anni 2000. I nazionalisti georgiani usano spesso il simbolo per enfatizzare l'orgoglio nazionale.

## Galleria d'immagini

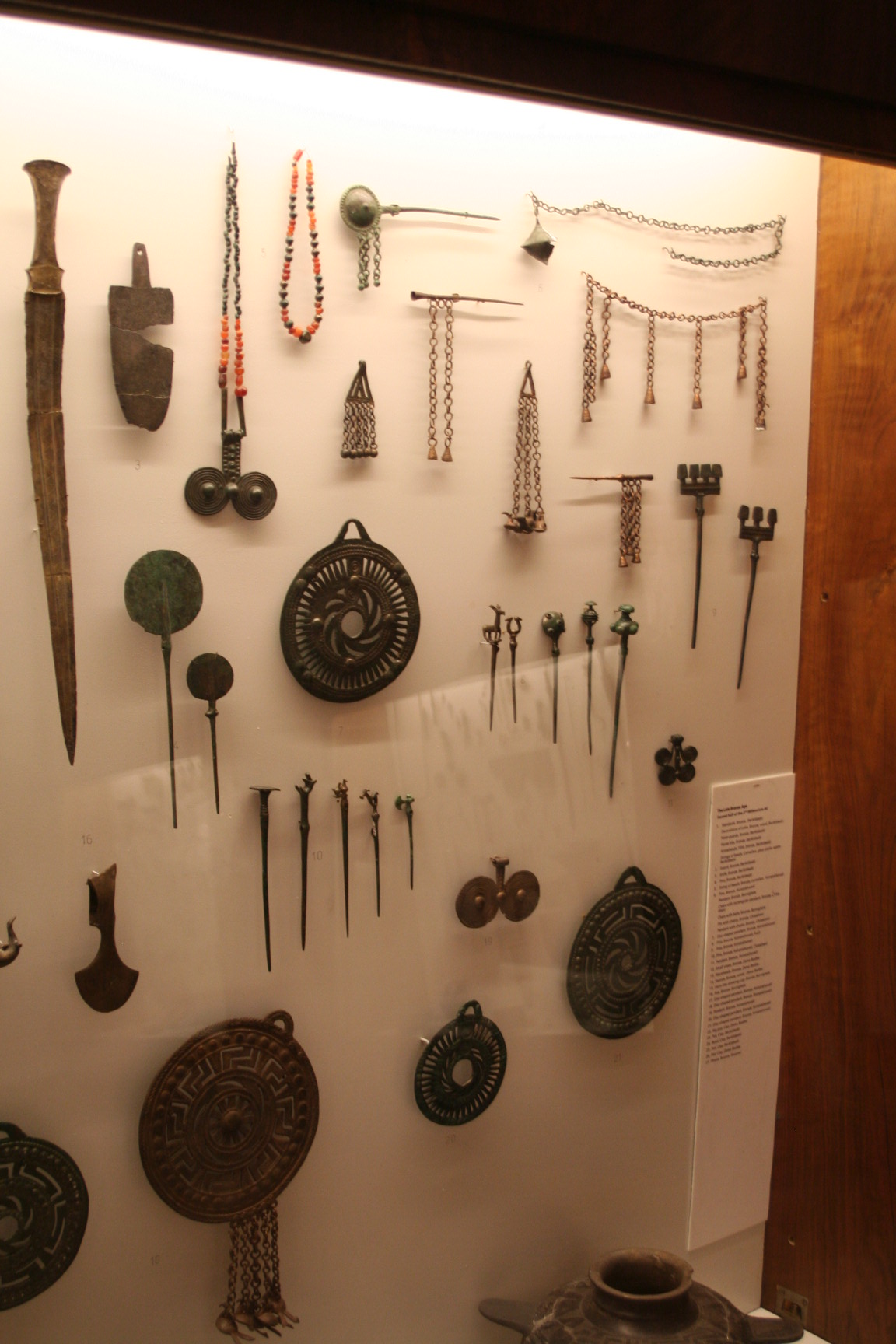
Colchide rappresentazione del Borjgali
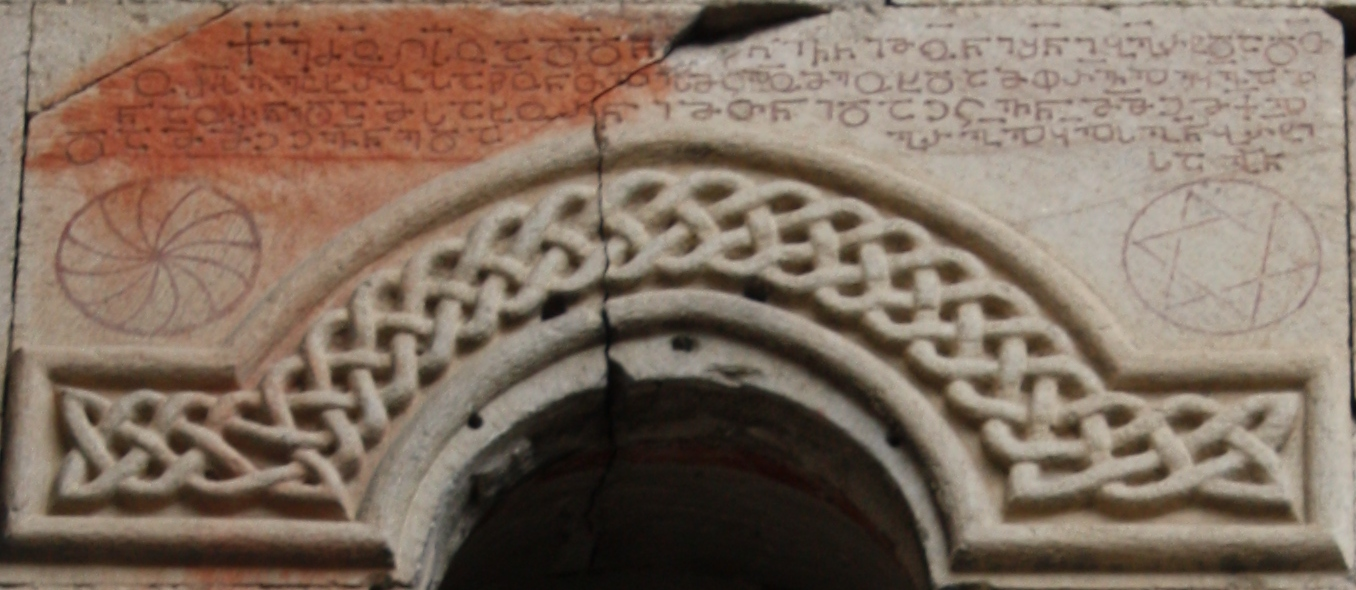
Borjgali sulla Cattedrale di Oshki
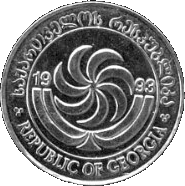
Borjgali su una moneta georgiana
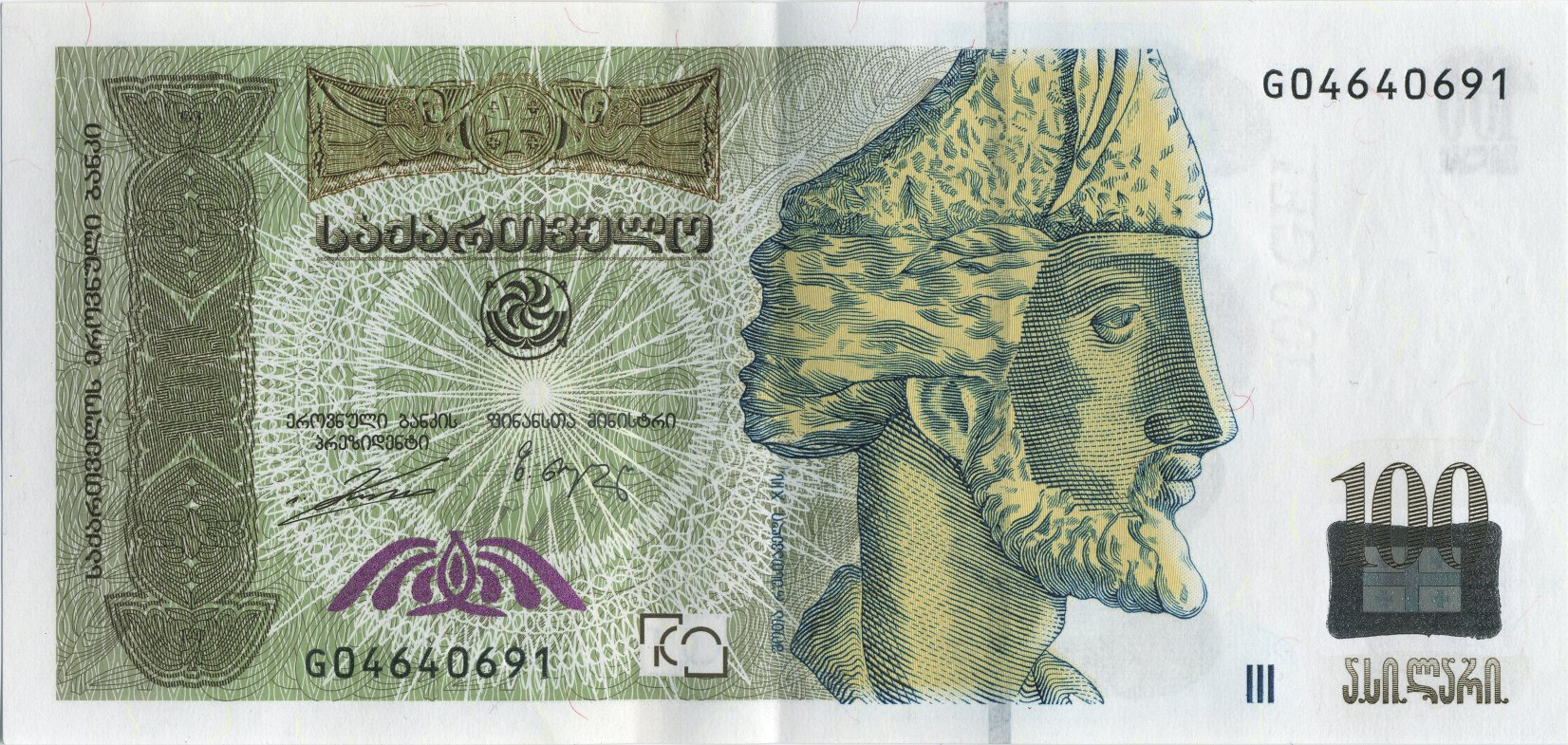
Borjgali su 100 lari georgiani
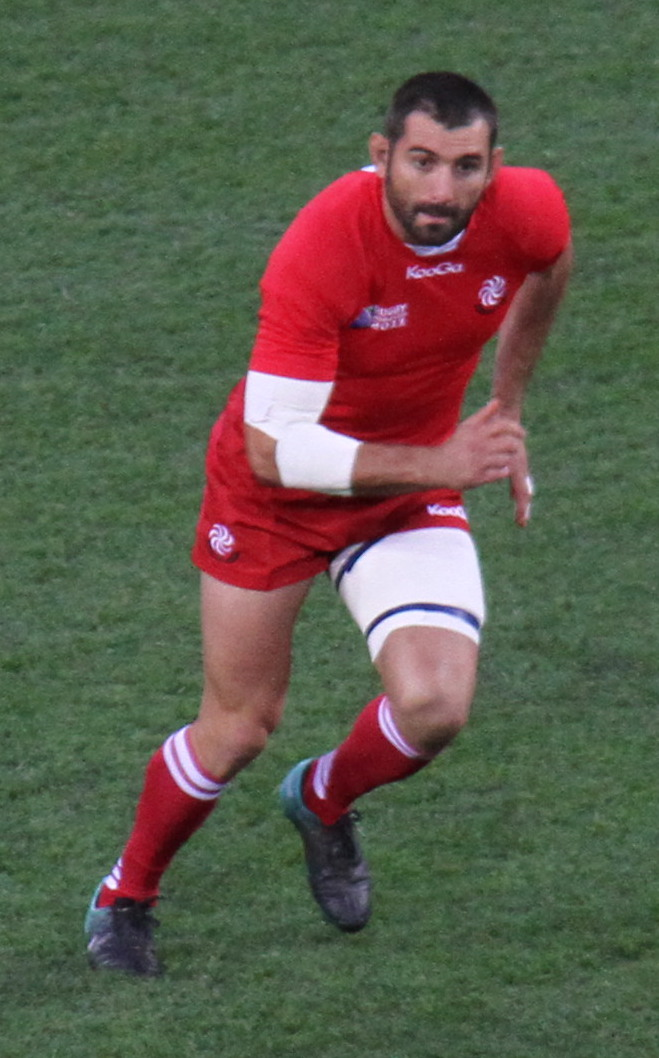
Giocatore di rugby georgiano con il Borjgali su pantaloncini e maglietta
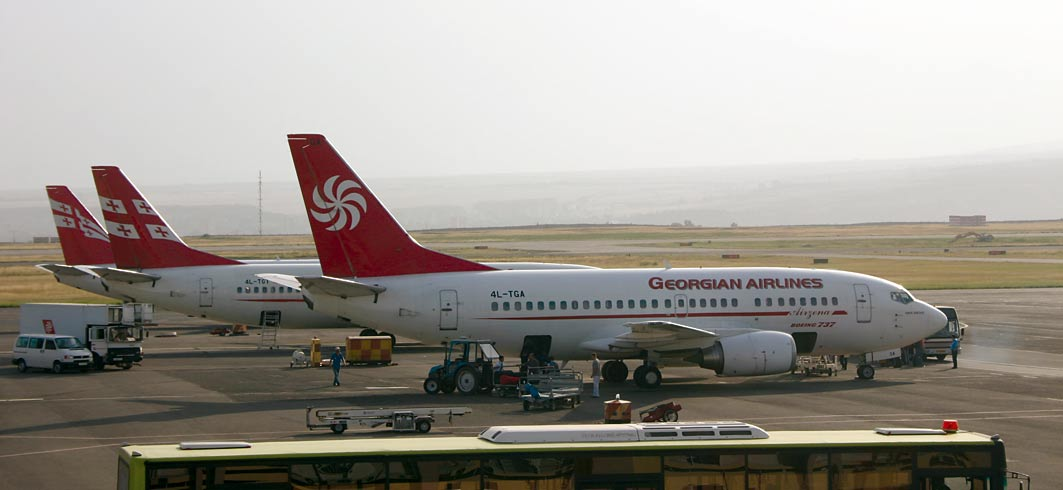
Il borjgali sulla Georgian Airways
Il borjgali a Fereydunshahr
Il borgali sull'ex insegna navale georgiana, utilizzata tra la fine degli anni '90 e l'inizio degli anni 2000.